# تپه گل ویس
تپه گل ویس مربوط به سدهٔ ۲ و ۳ ه.ق است و در شهرستان خدابنده، بخش مرکزی، روستای نعلبندان واقع شده و این اثر در تاریخ ۱۷ اسفند ۱۳۸۱ با شمارهٔ ثبت ۷۸۰۷ به‌عنوان یکی از آثار ملی ایران به ثبت رسیده است.